# Sven Silén
Sven Fredrik Paul Silén (* 28. Januar 1908 in Boden, Nordschweden; † 16. Januar 1983) war ein schwedischer lutherischer Theologe. Von 1962 bis 1975 amtierte er als Bischof im Bistum Västerås der Schwedischen Kirche.

## Familie
Silén war ein Sohn des Pfarrers Paul Silén und der Schriftstellerin und Übersetzerin Elin Silén. Einer seiner Brüder war der Zoologe Lars Silén.
Silén war zweimal verheiratet: ab 1935 mit Lisbeth Henkow (1910–1945), ab 1946 mit Viveka Wester (* 1909). Zu seinen Kindern gehört die Archäologin Anne-Sofie Gräslund (* 1940).

## Leben
Silén studierte Evangelische Theologie an der Universität Uppsala und legte 1931 das theologische Kandidatenexamen ab. Von 1934 bis 1940 amtierte er als Sekretär des Erzbischofs Erling Eidem. 1939 wurde er aufgrund einer theologiegeschichtlichen Untersuchung in Uppsala zum Dr. theol. promoviert. 1940 wurde er Lehrer, 1946 Direktor am Gymnasium (högre allmänna läroverket) in Härnösand. Dort gehörte er ab 1943 auch dem Stadtrat (stadsfullmäktige) an. 1959 ging er wieder nach Uppsala, um eine Dozentur für Dogmatik und Symbolik an der Universität und eine Lehrerstelle an der Fjellstedtska skolan zu übernehmen. 1962 wurde er zum Bischof von Västerås bestimmt und 1975 emeritiert. Von 1963 bis 1965 nahm Silén als Beobachter am Zweiten Vatikanischen Konzil teil.

## Schriften (Auswahl)
- Den kristna människouppfattningen intill Schleiermacher. Uppsala  1938.
- Västernorrlands läns brandstodsbolag 1844-1944. Minnesskrift. Härnösand 1944.
- Vi firar mässa. Reflektioner och förslag. Verbum, Stockholm 1975.